# 노카 다케히코
노카 다케히코(일본어: 野底武彦, 1928년 3월 27일~2007년 8월 10일)는 류큐 정부 및 오키나와현의 정치인이다. 류큐 독립당의 당수였으며, 2005년 이후에 ‘명예 당수’가 되었다. 필명은 요나구니섬에서 유래한 누카 도난(일본어: 野底土南)이다. 2007년 8월 10일 오후 3시경(JST)에 폐렴으로 사망하였다.
일본 오키나와현 요나구니촌 출생으로, 일본 오키나와현 난조시에서 숨졌다.